# Kegyetlen város (televíziós sorozat)
A Kegyetlen város (eredeti címe: Zalim İstanbul) egy 2019 és 2020 között vetített török drámasorozat, amelynek főszereplői Fikret Kuşkan és Deniz Uğur. Törökországban a Kanal D csatorna sugározta 2019. április 1-től 2020. június 22-ig, Magyarországon a TV2 vetítette 2020. június 17-től december 23-ig.

## Történet
A Kegyetlen város egy vidéki család életét mutatja be, melynek főszereplője Seher, a gyermekeit egyedül nevelő anya, aki két lányával, fiával és anyósával él együtt Törökország délkeleti részén, Antakya-ban. Seher férje halála után mindent megtesz, hogy összetartsa a családot. Életük azonban hirtelen megváltozik, amikor leég az otthonuk és kénytelenek Isztambulba költözni, ahol Seher munkát vállal egy gazdag férfinál, Agah Karaçaynál. A tehetős üzletember, aki szintén Antakyából származik, fényűző életet él gyönyörű feleségével, pazarló fiával és lányával egy csodálatos kastélyban, ahol velük lakik kerekesszékes unokaöccse is. Seher rosszindulatú anyósa azonban titkos tervet szövöget: a háta mögött eladta az egyik lányát Agahnak, aki az unokaöccséhez akarja feleségül adni a lányt, ezzel biztosítva a sérült férfi jövőjét. Karaçay mesebeli élete azonban régi titkokat rejt, amely mindkét család életét felforgatja.

## Szereplők
| Szereplő neve        | Színész(nő)       | Magyar hang      |
| -------------------- | ----------------- | ---------------- |
| Seher Yılmaz         | Deniz Uğur        | Sallai Nóra      |
| Agah Karaçay         | Fikret Kuşkan     | Háda János       |
| Şeniz Karaçay        | Mine Tugay        | Mics Ildikó      |
| Cemre Yılmaz Karaçay | Sera Kutlubey     | Gyöngy Zsuzsanna |
| Cenk Karaçay         | Ozan Dolunay      | Fehér Tibor      |
| Nedim Karaçay        | Berker Güven      | Ágoston Péter    |
| Ceren Yılmaz Karaçay | Bahar Şahin       | Pekár Adrienn    |
| Damla Karaçay Yılmaz | Simay Barlas      | Nagy Katica      |
| Civan Yılmaz         | İdris Nebi Taşkan | Czető Roland     |
| Neriman Yılmaz       | Ayşen Sezerel     | Rátonyi Hajni    |
| Nurten               | Gamze Demirbilek  | Vándor Éva       |
| Oya                  | Sevcan Sini       | Dobó Enikő       |
| Yusuf                | Oğuz Peçe         | Szatory Dávid    |

## Évados áttekintés
| Évad | Évad | Török epizódok száma | Magyar epizódok száma | Eredeti sugárzás    | Eredeti sugárzás | Eredeti sugárzás | Magyar sugárzás  | Magyar sugárzás    | Magyar sugárzás |
| Évad | Évad | Török epizódok száma | Magyar epizódok száma | Évadpremier         | Évadfinálé       | Eredeti adó      | Évadpremier      | Évadfinálé         | Magyar adó      |
| ---- | ---- | -------------------- | --------------------- | ------------------- | ---------------- | ---------------- | ---------------- | ------------------ | --------------- |
|      | 1.   | 9                    | 30                    | 2019. április 1.    | 2019. május 27.  | Kanal D          | 2020. június 17. | 2020. július 28.   | TV2             |
|      | 2.   | 30                   | 106                   | 2019. szeptember 9. | 2020. június 22. | Kanal D          | 2020. július 29. | 2020. december 23. | TV2             |